# 悲しみにさよなら
「悲しみにさよなら」（かなしみにさよなら）は、日本のロックバンドである安全地帯の楽曲。
1985年6月25日にKitty Recordsから9枚目のシングルとしてリリースされた。前作「熱視線」（1985年）よりおよそ5か月ぶりにリリースされたシングルであり、作詞は松井五郎、作曲は玉置浩二、編曲は安全地帯が担当している。玉置のメロディアスな楽曲と松井のロマンチックな歌詞の融合の完成形となった楽曲であり、松井は本作が人生を変えた1曲であると述べている。
TBS系音楽番組『ザ・ベストテン』（1978年 - 1989年）では6週連続第1位を獲得、またNHK総合音楽番組『第36回NHK紅白歌合戦』において本作で同番組への初出場を果たした。また、1993年にキリンビール「秋味」のコマーシャルソングとして使用された。MOOMINや島谷ひとみなどの歌手のほか、中国語圏の歌手によって多数のカバー作品がリリースされている。

## 音楽性と歌詞
自伝本『玉置浩二 幸せになるために 生まれてきたんだから』において玉置浩二は、2枚目のアルバム『安全地帯II』（1984年）から始まった玉置によるメロディアスな楽曲と松井五郎によるロマンチックな歌詞を組み合わせたスタイルの完成形が本作であると述べ、「安全地帯が目指していた、ジャンルや年齢も関係ない、誰もが認める普遍的なメロディが、聴く人に受け入れてもらえた証でもある」と述べている。また、作詞を担当した松井もターニングポイントとなった作品であると述べている。この曲の大ヒット以後、松井は「安全地帯の6人目のメンバー」とファンに揶揄される程に、安全地帯と親交を深めていくことになる。
松井は玉置および玉置との不倫交際が報道されていた女優の石原真理子とともに頻繁に海を訪れていたが、報道が過熱していた両者が安心して訪れることが出来るのは真夜中であり、松井は玉置に対して「次は昼間に来よう」と提案するも玉置は曖昧な返事をするのみであった。無人の浜辺では店もすべて閉店しており、両者の境遇を不憫に思った松井は本作の歌詞を書き上げることとなった。松井は7枚目のシングル「恋の予感」（1984年）においても作詞を行ったものの30回程度書き直した末に没となり、結果として井上陽水による歌詞が採用されることとなった。その時に松井は、井上が制作した歌詞について「書かないことの美学、美しさというのがあって。あ、これで良いんだって解答を見せられた感じがすごくあった」と述べていた。この経験から、松井はそれまでの紙の上で言葉を構築するスタイルから、メロディーや声、アレンジが揃った段階で最も適切な言葉を考えるようになり、その方式で上手く表現できたのが前作「熱視線」（1985年）および本作であったと述べている。また、松井は井上の歌詞から学んだ経験がなければ本作のようなシンプルな歌詞は制作できなかったとも述べている。さらに本作が松井自身にとっての転機となった述べた上で、「人生を変えた1曲と言ってもいいと思います」と述べている。
音楽情報サイト『CDジャーナル』では、それまでの安全地帯の楽曲がアダルトなムードを持っていたのに対し、本作では上質なポップ・サウンドに変化したと表記しており、過去の痛みを忘れ新たな旅立ちを決意した友人を励ますようなポジティブなメッセージ性があるとした上で「じんわりと熱い」と表記している。

## リリース、チャート成績
本作は1985年6月25日にKitty Recordsより9枚目のシングルとして7インチレコードにてリリースされた。1988年12月10日には8センチCDとして再リリースされた。1993年にはキリンビール「秋味」のコマーシャルソングとして使用された。
1985年のシングル盤はオリコンシングルチャートにおいて最高位第1位、登場週数は18回で売り上げ枚数は44.3万枚となった。本作は同チャートにて合計4週間第1位を獲得したが、安全地帯としての第1位獲得は本作が最後となっている。また、本作の売り上げ枚数は安全地帯のシングル売上ランキングにおいて第2位となった。
TBS系音楽番組『ザ・ベストテン』（1978年 - 1989年）では、1985年7月18日放送分において第5位で初登場し、8月22日放送分にて第1位を獲得、前作「熱視線」では1位を獲得したもののスタジオ出演が出来なかったため番組恒例のくす玉を割ることが出来ず、本作で初めてくす玉を割ることとなった。以後9月26日放送分まで6週間に亘って連続第1位を獲得、結果として10月10日までランクインし続け13週連続ランクインとなった。また、『ザ・ベストテン』のほかに日本テレビ系音楽番組『ザ・トップテン』（1981年 - 1986年）においてもチャートインし、番組に出演した際はアルバム『安全地帯IV』（1985年）制作の真っ最中であったため、レコーディングを行なっていた伊東市にあるキティ・レコードの伊豆スタジオをはじめ、伊豆シャボテン公園、下田海中水族館、MOA美術館など、伊豆半島からの中継による出演が多くなった。
『ザ・ベストテン』および『ザ・トップテン』においてともに年間第1位を獲得し、応援ゲストとして前者には安全地帯の楽曲「デリカシー」が主題歌として使用されたTBS系テレビドラマ『親にはナイショで…』（1986年）出演者である女優の星由里子、アマチュア時代の安全地帯を物心ともに支援した後に『優佳良織工芸館』館長となる木内和博が出演、後者には星勝とツアースタッフが登場した。また、安全地帯は1985年12月31日放送の『第36回NHK紅白歌合戦』において、本作で初出場を果たした。
本作はデビュー40周年記念ベスト・アルバム『THE BEST ALBUM 40th ANNIVERSARY 〜あの頃へ〜』（2022年）の収録曲を決定するファン投票において第4位を獲得した。

## 収録曲
| 全作詞: 松井五郎、全作曲: 玉置浩二、全編曲: 安全地帯。 |                      |          |            |      |
| #                                                      | タイトル             | 作詞     | 作曲・編曲 | 時間 |
| 1.                                                     | 「悲しみにさよなら」 | 松井五郎 | 玉置浩二   | 4:27 |
| 2.                                                     | 「ノーコメント」     | 松井五郎 | 玉置浩二   | 4:10 |
| 合計時間:                                              | 合計時間:            | 8:37     |            |      |

## 認定
- 第27回日本レコード大賞・金賞[18]
- 第14回FNS歌謡祭・最優秀歌唱賞
- 日本作曲大賞第5回・大賞

## リリース日一覧
| No. | リリース日     | レーベル                 | 規格         | 規格品番   | 最高順位 | 備考                                                  |
| --- | -------------- | ------------------------ | ------------ | ---------- | -------- | ----------------------------------------------------- |
| 1   | 1985年6月25日  | Kitty Records            | 7インチ      | 7DS 0100   | 1位      |                                                       |
| 2   | 1988年12月10日 | Kitty Records            | 8センチCD    | H10K-30038 | -        |                                                       |
| 3   | 2015年2月25日  | ユニバーサルミュージック | ハイレゾFLAC | -          | -        | デジタル・ダウンロード、「ワインレッドの心」との両A面 |

## 収録アルバム
「悲しみにさよなら」
- スタジオ音源
  - 『安全地帯IV』（1985年）
  - 『I Love Youからはじめよう -安全地帯BEST-』（1988年）
  - 『安全地帯ベスト2 〜ひとりぼっちのエール〜』（1993年）
  - 『安全地帯 テーマソングス』（1995年）
  - 『TREASURE COLLECTION』（1999年）
  - 『THE VERY BEST of 安全地帯』（2001年）
  - 『安全地帯 COMPLETE BEST』（2005年）
  - 『安全地帯 ゴールデン☆ベスト』（2006年）
  - 『安全地帯 Hits』（2010年） - アレンジ、ボーカルを新録音して収録。
  - 『ALL TIME BEST』（2017年）
  - 『THE BEST ALBUM 40th ANNIVERSARY 〜あの頃へ〜』（2022年）

- ライブ音源
  - 『安全地帯LIVE』（1987年）
  - 『ONE NIGHT THEATER 1985』（1998年）
  - 『安全地帯VI LIVE 〜月に濡れたふたり〜』（2005年）
  - 『安全地帯 “完全復活” コンサートツアー2010 Special at 日本武道館 〜Start & Hits〜「またね…。」』（2010年）
  - 『安全地帯 IN 甲子園球場「さよならゲーム」』（2020年）
  - 『安全地帯 ALL TIME BEST「35」〜35th Anniversary Tour 2017〜LIVE IN 日本武道館』（2022年）

「ノーコメント」
- 『ONE NIGHT THEATER 1985』（1998年） - ライブ・バージョンを収録。
- 『安全地帯 アナザー・コレクション -アルバム未収録曲集-』（1994年）
- 『安全地帯/玉置浩二 ベスト』（1994年）

## 童子-Tによるカバーシングル
「悲しみにさよなら feat.Full Of Harmony」は、日本の歌手童子-Tの10枚目のシングルである。2007年5月16日発売。発売元はユニバーサルミュージック。

### 概要
- 安全地帯の「悲しみにさよなら」をサンプリングしている[19]。
- PV監督はテグチユウタ。

### 収録曲
1. 悲しみにさよなら feat.Full Of Harmony [4:06]
作詞：童子-T・松井五郎・Full Of Harmony／作曲：童子-T・玉置浩二・Full Of Harmony・Shingo.S
2. 童子兄さん [3:39]
作詞：童子-T／作曲：ALI-KICK
3. SAGAMI feat. TIPTOP!, KEY-CREW [4:13]
作詞：童子-T・TIPTOP!・KEY-CREW／作曲：DIORI a.k.a. D-Originu
4. 悲しみにさよなら feat.Full Of Harmony (Instrumental)  [4:06]
5. 童子兄さん (Instrumental)  [3:39]
6. SAGAMI feat.TIPTOP!,KEY-CREW (Instrumental)  [4:12]

### 収録アルバム
- オリジナル『ONE MIC』（2007年8月29日）

## ユン・サンヒョンによるカバーシングル
「悲しみにさよなら」は、ユン・サンヒョンの4thシングルである。

### 概要
- ジャケットと収録曲の違いにより、A盤(POCE-32012) とB盤(POCE-32013)の2種が同時発売。
- ジャケットサイズカレンダーを封入。A盤は2012年2月から6月、B盤は7月から12月。
- A・B盤2種同時購入特典のイベント参加券封入（初回受注分のみ）。

### 収録曲
- A盤

1. 悲しみにさよなら [4:41]
作詞：松井五郎、作曲：玉置浩二、編曲：Ryosuke Nakanishi
2. 情が芽生えたこと気づいていますか [4:22]
作詞・作曲：チョン・ヘソン、日本語訳：嵯峨山みな子
3. 悲しみにさよなら（inst.）
4. 情が芽生えたこと気づいていますか（inst.）

- B盤

1. 悲しみにさよなら [4:41]
作詞：松井五郎、作曲：玉置浩二、編曲：Ryosuke Nakanishi
2. ふたつのグラス [4:57]
作詞：オオバコウスケ/谷藤律子、作曲・編曲：オオバコウスケ
3. 悲しみにさよなら（inst.）
4. ふたつのグラス（inst.）

### 解説
- A盤

1. 悲しみにさよなら
  - 1985年に安全地帯がリリースした同名シングル曲のカバー。原曲に対しアップテンポで爽やかな曲に仕上がっている。
2. 情が芽生えたこと気づいていますか
  - 韓国で2011年に放送された本人主演ドラマ「負けたくない!」の挿入歌。

- B盤

1. 悲しみにさよならはA盤と同様
2. ふたつのグラス
  - 今回のシングルのために用意されたオリジナル曲。

## その他カバー

### 日本語バージョン
| 歌手名                        | 年     | 収録作品                                                                  | 編曲                        |
| ----------------------------- | ------ | ------------------------------------------------------------------------- | --------------------------- |
| vividblaze                    | 2007年 | アルバム『PERIDOT』                                                       |                             |
| 加藤いづみ                    | 2008年 | カバー・アルバム『favorite』                                              |                             |
| 上新功祐                      | 2015年 | アルバム『ウタモノ2』                                                     |                             |
| 黒澤萌                        | 2002年 | シングル「悲しみにさよなら」                                              |                             |
| 香西かおり                    | 2017年 | アルバム『香西かおり 玉置浩二を唄う』                                     | 久米大作                    |
| 越山元貴                      | 2013年 | アルバム『I'm A 北海道MAN』                                               | 斉藤哲也                    |
| 島谷ひとみ                    | 2007年 | アルバム『男歌〜cover song collection〜』                                 | 中野雄太                    |
| たなかりか                    | 2016年 | アルバム『ジャパニーズ・ソングブック2』                                   | 鈴木正人 (LITTLE CREATURES) |
| つるの剛士                    | 2015年 | アルバム『つるのうた3』                                                   | 中村圭作                    |
| 北翔海莉（宝塚歌劇団）        | 2015年 | アルバム『北翔海莉 CDコレクション』                                       |                             |
| Ms.OOJA                       | 2015年 | カバー・アルバム『THE HITS ～No.1 SONG COVERS～』                         | TAZZ                        |
| MOOMIN feat.RYO the SKYWALKER | 2006年 | アルバム『Adapt』                                                         |                             |
| 森川美穂                      | 2019年 | カバー・アルバム『another Face - tribute to Goro Matsui + Koji Tamaki -』 | 河野充生                    |

### 英語バージョン
| 歌手名   | 年     | 曲名                   | 収録作品                        |
| -------- | ------ | ---------------------- | ------------------------------- |
| A.S.A.P. | 1992年 | 「Goodbye To Sadness」 | アルバム『Vacation Hot Lovin'』 |

### 中国語バージョン
| 歌手名                     | 年     | 曲名                   | 収録作品                    | 備考             |
| -------------------------- | ------ | ---------------------- | --------------------------- | ---------------- |
| ウッド・ギター（木吉他）   | 1994年 | 「沒有人比妳懂我的心」 | アルバム『夢田』            | 北京語バージョン |
| ジェリー・シュー（徐瑋）   | 1986年 | 「深情的印痕」         | アルバム『好久以前』        | 北京語バージョン |
| テレサ・カルピオ（杜麗莎） | 1986年 | 「再見悲哀」           | アルバム『Teresa Carpio』   | 広東語バージョン |
| 蔡國權                     | 1985年 | 「誰最愛你」           | アルバム『風中暖流』        | 広東語バージョン |
| デン・キジン（田希仁）     | 1990年 | 「偽裝」               | アルバム『此情此世』        | 北京語バージョン |
| 陳松伶                     | 1987年 | 「愛的傷口」           | アルバム『Chan Chung Ling』 | 広東語バージョン |
| 李克勤                     | 2013年 | 「誰最愛你」           | アルバム『復克』            | 広東語バージョン |
| ピーター・ホー（何潤東）   | 1998年 | 「陪我去看藍藍的海」   | アルバム『想你的愛』        | 北京語バージョン |
| 露雲娜                     | 2017年 | 「誰最愛你」           | アルバム『酒紅色的心』      | 広東語バージョン |